# Большая Цильна
Больша́я Цильна́ (тат. Олы Чынлы) — село в Дрожжановском районе Республики Татарстан, административный центр и единственный населённый пункт Большецильнинского сельского поселения.

## Этимология
Топоним произошел от татарского слова «олы» (большой) и гидронима «Чынлы» (Цильна).

## География
Село находится на реке Цильна, в 24 км к востоку от села Старое Дрожжаное.
В окрестностях села расположен памятник природы регионального значения «Биби-Айша».

## История
Известно с 1674 года. Первоначально называлось Новая Ишмаевка, Ярамай Чилна.
В XVIII – первой половине XIX веков жители относились к категории государственных крестьян (бывшие лашманы). В 1798 году земельный надел сельской общины составлял 4344 десятин. Основные занятия жителей в этот период – земледелие и скотоводство.
В «Списке населенных мест по сведениям 1859 года», изданном в 1863 году, населённый пункт упомянут как лашманская деревня Большая Цыльна (Ярамай-Чинла) 1-го стана Симбирского уезда Симбирской губернии. Располагалась при реке Цыльне, по тракту из Буинска в Карсун, в 56 верстах от губернского города Симбирска и в 30 верстах от становой квартиры во владельческом селе Шумовка. В деревне в 144 дворах жили 1444 человека (746 мужчин и 698 женщин). Были 2 мечети.
В начале XX века здесь функционировали 5 мечетей, 4 мектеба, 18 торгово-промышленных заведений.
В этот период земельный надел сельской общины составлял 4021,1 десятин.
До 1808 года село входило в состав Елшанской волости Буинского уезда, затем – Алгашинской волости Симбирского уезда, в 1865–1920 годах являлось центром Больше-Цильнинской волости Симбирского уезда Симбирской губернии.
С 1920 года в составе Буинского кантона ТАССР. С 10 августа 1930 года в Дрожжановском, с 10 февраля 1935 года – в Будённовском, с 29 ноября 1957 года – в Цильнинском, с 12 октября 1959 г. – в Дрожжановском, с 1 февраля 1963 года в Буинском, с 30 декабря 1966 года в Дрожжановском районах.
В 1930 году в селе был организован колхоз «Ирек». В 1994 году колхоз был преобразован в ассоциацию крестьянских хозяйств «Ирек», в 2005 году — в общество с ограниченной ответственностью «Ирек», в 2008 году — в общество с ограниченной ответственностью «Колос», в 2010—2013 годах село в составе общества с ограниченной ответственностью «Корм Дрожжановский», с 2013 года функционирует крестьянско-фермерское хозяйство «Бикчуров Р. А.» (полеводство).

## Население
| 1798  | 1859  | 1910  | 1920  | 1922  | 1926  | 1938  |
| ----- | ----- | ----- | ----- | ----- | ----- | ----- |
| 326   | ↗1444 | ↗2547 | ↘2503 | ↗2890 | ↘2228 | ↘2045 |
| 1949  | 1970  | 1979  | 1989  | 2002  | 2010  | 2012  |
| ↘1615 | ↗2308 | ↘1877 | ↘1193 | ↘1093 | ↘1013 | ↘982  |
| 2013  | 2014  | 2015  | 2016  | 2017  | 2018  |       |
| ↘941  | ↘878  | ↘863  | ↘835  | ↘824  | ↘786  |       |

Национальный состав села — татары.

## Инфраструктура
Средняя школа (с 1920 г.), детский сад (с 1929 г. как ясли), фельдшерско-акушерский пункт, дом культуры (с 1934 г. как клуб), библиотека (с 1928 г.).

## Религия
Мечеть (с 1990 г.).

## Известные люди
- У. Г. Алиев (1924—1986) — тракторист-машинист, Герой Социалистического Труда
- И. Х. Фахрутдинов (р. 1933) — конструктор, учёный в области машиностроения, лауреат Государственной премии СССР
- Исмагил (Михаил) Кобирович Хакимов (1916—1986) — матрос, Герой Советского Союза